# Britannien (namn)
Namnet Britannien kommer från det latinska namnet Britannia. Romarna använde namnet för provinsen Britannia. På svenska används namnet numera främst i sammansättningen Storbritannien, som kan avse ön Storbritannien eller (något förvirrande) landet Förenade konungariket Storbritannien och Nordirland. 
På engelska har landet "United Kingdom of Great Britain and Northern Ireland" den vanliga kortformen "Britain", men på svenska används normalt inte "Britannien" med denna betydelse.